# 桜井敏恵
桜井 敏恵（さくらい としえ）は、日本のフィギュアスケート選手（アイスダンス）。パートナーは桜井基善。1969年、1972年全日本フィギュアスケート選手権優勝。東京都出身。

## 経歴
1969年、桜井基善とカップルを組み出場した全日本選手権で初優勝を果たす。
1970年、全日本選手権では阿知波恵子/能登康之組に次いで2位となる。1972年、全日本選手権で2度目の優勝を果たす。

## 主な戦績
| 大会/年      | 1969-70 | 1970-71 | 1971-72 | 1972-73 |
| ------------ | ------- | ------- | ------- | ------- |
| 全日本選手権 | 1       | 2       |         | 1       |